# اوزگوون (یوسف‌علی)
اوزگوون (به ترکی استانبولی: Özgüven) یک منطقهٔ مسکونی در ترکیه است که در یوسف‌علی واقع شده‌است. اوزگوون ۹۳ نفر جمعیت دارد.